# کوه برز برست
کوه برز برست (به انگلیسی: Bears Breast Mountain) یک کوه در ایالات متحده آمریکا است که در شهرستان کیتیتاس، واشینگتن واقع شده‌است. کوه برز برست ۲٬۱۹۳٫۶۷ متر بالاتر از سطح دریا واقع شده‌است.